# 20078 Nathanrosen
20078 Nathanrosen è un asteroide della fascia principale interna. Scoperto nel 1994, presenta un'orbita caratterizzata da un semiasse maggiore pari a 2,357370 UA e da un'eccentricità di 0,083820, inclinata di 6,793066° rispetto all'eclittica.
Fa parte della famiglia di asteroidi Vesta.
È dedicato a Nathan Rosen, fisico statunitense naturalizzato israeliano.